# Sternarchogiton labiatus
Sternarchogiton labiatus är en fiskart som beskrevs av De Santana och Crampton 2007. Sternarchogiton labiatus ingår i släktet Sternarchogiton och familjen Apteronotidae. Inga underarter finns listade i Catalogue of Life.